# Климківка (Полтавський район)
Кли́мківка — село в Україні, у Диканській селищній громаді Полтавського району Полтавської області. Населення становить 83 осіб. До 2020 орган місцевого самоврядування — Надеждинська сільська рада.

## Географія
Село Климківка знаходиться на березі річки Середня Говтва, вище за течією на відстані 2 км розташоване село Міжгір'я, нижче за течією примикає село Надежда. Поруч проходить автомобільна дорога Т 1721.

## Історія
12 червня 2020 року, відповідно до розпорядження Кабінету Міністрів України № 721-р «Про визначення адміністративних центрів та затвердження територій територіальних громад Полтавської області», село увійшло до складу Диканської селищної громади.
19 липня 2020 року, в результаті адміністративно - територіальної реформи та ліквідації Диканського району, село увійшло до складу новоутвореного Полтавського району.

## Економіка
- Молочно-товарна ферма.